# Adresse des 221

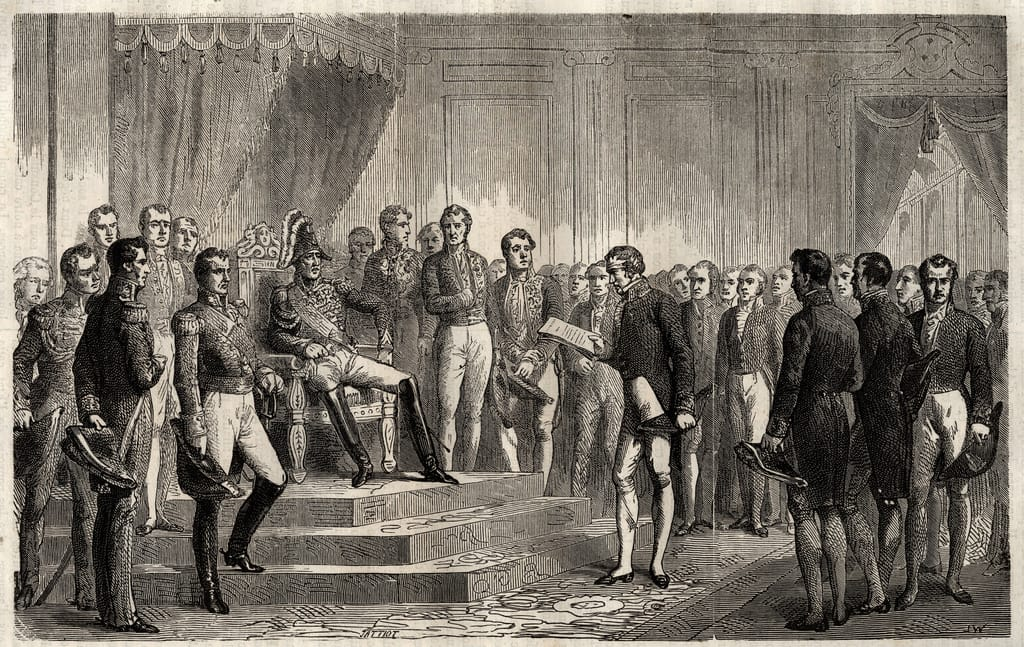
Pierre-Paul Royer-Collard présente au roi Charles X l'adresse des 221.

Pour les articles homonymes, voir Adresse.
L'adresse des 221 fut adressée le 16 mars 1830 par la Chambre des députés à l'attention du roi de France, Charles X. À l'occasion de l'ouverture de la session parlementaire de 1830, elle exprime la défiance de la majorité libérale de la Chambre, forte de 221 députés, à l'égard du ministère dirigé par le prince de Polignac.

## Origine

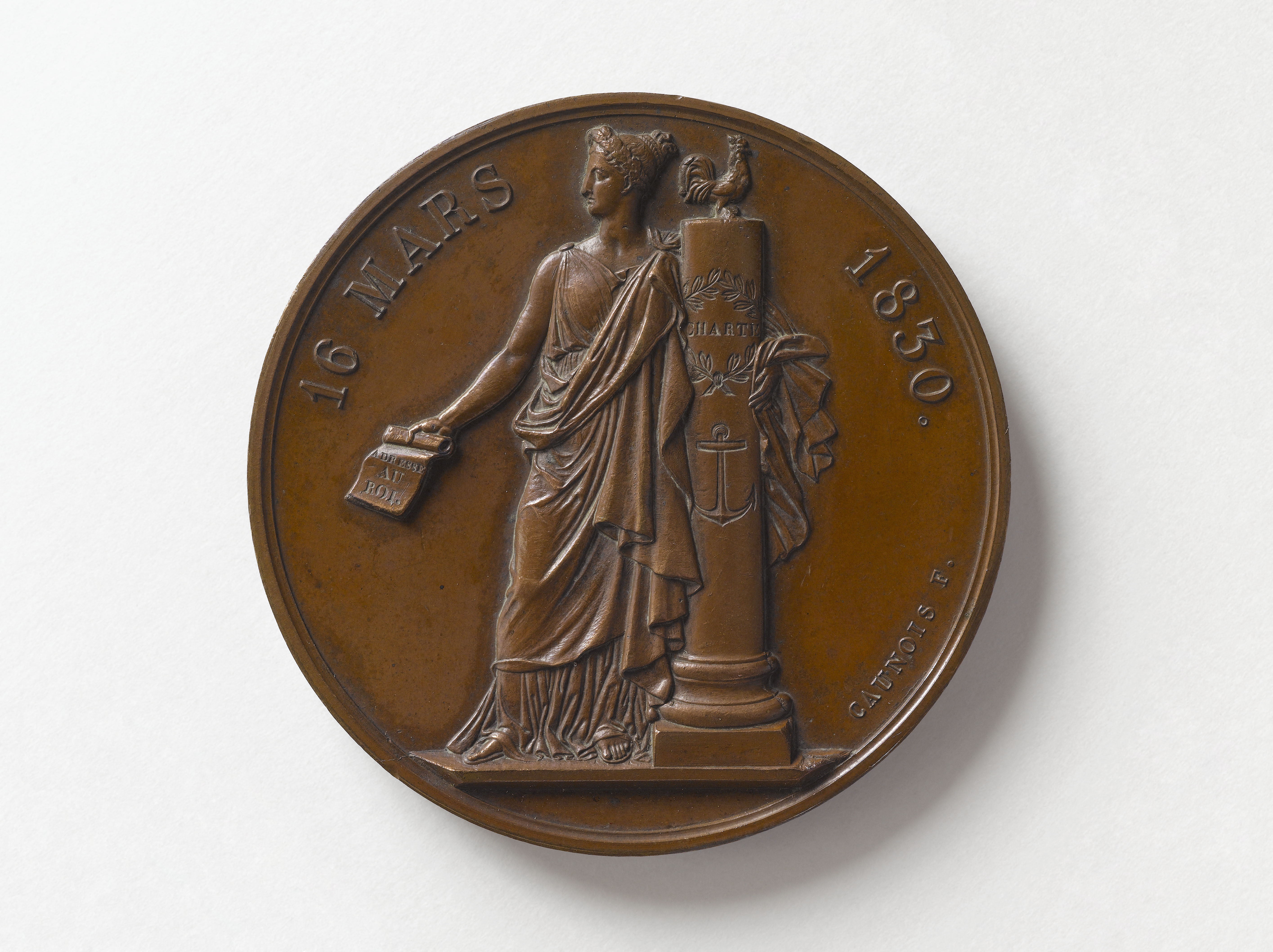
Hommage aux députés ayant voté l'adresse des 221 (François Augustin Caunois, 1830)

Depuis les élections des 17 et 24 novembre 1827, les Doctrinaires sont majoritaires à la Chambre. Bien que rien ne l'y oblige et malgré ses convictions, Charles X semble d'abord jouer le jeu parlementaire en confiant le 5 janvier 1828 la présidence du Conseil à un semi-libéral, le vicomte de Martignac. Martignac fait voter quelques lois libérales mais n'arrive pas à contenir la montée du libéralisme. Mis en minorité sur une loi réorganisant les collectivités locales, il démissionne.
Lassé des abus libéraux, Charles X décide d'imposer ses propres choix sans tenir compte de la majorité parlementaire. Le 8 août 1829, il nomme le prince Jules de Polignac, ami fidèle et leader des ultras, au ministère des Affaires étrangères. Polignac apparaît rapidement comme le meneur du nouveau cabinet. En novembre, le prince accède finalement à la présidence du Conseil des ministres. Le nouveau chef du ministère évoque les mauvais souvenirs et les ragots de la cour de Versailles – il est le fils de l'amie intime de Marie-Antoinette, la très impopulaire duchesse de Polignac ; il est l'une des figures de l'émigration, durant laquelle il a été le compagnon de Charles X à Coblence. Le prince n'est donc pas populaire auprès des libéraux. À ses côtés, le comte de La Bourdonnaye, ministre de l'Intérieur, est également un « ultra » qui s'est signalé en 1815 en réclamant « des supplices, des fers, des bourreaux » contre les participants aux Cent-Jours, visant implicitement l'héritage révolutionnaire qu'il espère liquider. Quant au ministre de la Guerre, le général de Bourmont, c'est un ancien chouan rallié à Napoléon Ier, et qui l'a trahi quelques jours avant la bataille de Waterloo.
L'opposition pousse des clameurs indignées : « Coblentz, Waterloo, 1815 : voilà les trois principes, voilà les trois personnages du ministère. Tournez-le de quelque côté que vous voudrez, de tous les côtés il effraie, de tous les côtés il irrite. Pressez, tordez ce ministère, il ne dégoutte qu'humiliations, malheurs et chagrins. » Bertin aîné, directeur du Journal des débats, publie un article célèbre qui se termine par la formule : « Malheureuse France ! Malheureux roi ! », où il stigmatise « la cour avec ses vieilles rancunes, l'émigration avec ses préjugés, le sacerdoce avec sa haine de la liberté ».

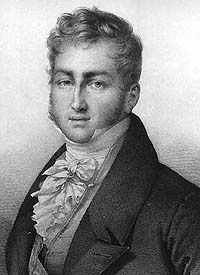
Le prince Jules de Polignac

Il y a, dans cette véhémence, une part de mise en scène. Polignac, présenté comme un bigot fanatique obsédé par le droit divin des rois, est en réalité favorable à une monarchie constitutionnelle, mais considère que celle-ci n’est pas compatible avec une liberté de la presse sans limite ni mesure. Plusieurs ministres importants – Courvoisier à la Justice, Montbel à l’Instruction publique, Chabrol de Crouzol aux Finances, le baron d’Haussez à la Marine – sont plutôt libéraux. Lorsque La Bourdonnaye démissionne le 18 novembre quand Polignac accède à la présidence du Conseil, il est remplacé par le baron de Montbel, lui-même remplacé à l'Instruction publique par un magistrat libéral, le comte de Guernon-Ranville.
Dès novembre 1829, des rumeurs laissent pourtant penser que les ultras veulent tenter un coup d'État pour modifier la Charte dans un sens conservateur ou rétablir purement et simplement la monarchie absolue. Rien ne permet d'affirmer que, comme l'a prétendu l'opposition, Charles X et Polignac aient voulu rétablir la monarchie absolue d'avant 1789. En réalité, ce sont deux conceptions de la monarchie constitutionnelle, c'est-à-dire deux interprétations de la Charte de 1814, qui s'affrontent en 1829-1830. D'un côté le roi veut s'en tenir à une lecture stricte de la Charte : pour lui, le monarque peut nommer les ministres de son choix et n'a à les renvoyer que dans les deux cas prévus par la Charte (trahison ou concussion). De l'autre côté, les libéraux voudraient faire évoluer le régime à l'anglaise, vers un parlementarisme que la Charte n'a pas explicitement prévu : ils estiment que le ministère doit avoir la confiance de la majorité de la Chambre des députés. Ce débat ne sera d'ailleurs pas tranché par la Monarchie de Juillet.

## Ouverture de la session parlementaire de 1830
Le 2 mars 1830, lors de l'ouverture de la session parlementaire, Charles X prononce un discours du trône dans lequel il annonce l'expédition militaire d'Alger et menace implicitement l'opposition de gouverner par ordonnances en cas de blocage des institutions :
« Pairs de France, députés des départements, je ne doute pas de votre concours pour opérer le bien que je veux faire. Vous repousserez avec mépris les perfides insinuations que la malveillance cherche à propager. Si de coupables manœuvres suscitaient à mon gouvernement des obstacles que je ne peux prévoir ici, que je ne veux pas prévoir, je trouverai la force de les surmonter dans ma résolution de maintenir la paix publique, dans la juste confiance des Français et dans l'amour qu'ils ont toujours montré pour leur roi. »
L'allusion à la « résolution de maintenir la paix publique » renvoie à l'article 14 de la Charte de 1814 selon lequel :« Le roi [...] fait les règlements et ordonnances nécessaires pour l'exécution des lois et la sûreté de l'État ». Charles X appuya de la voix et du geste les mots « je ne doute pas de votre concours » et « que je ne veux pas prévoir », ce qui fit rouler son chapeau au pied du trône, où se tenait le duc d'Orléans, qui ramassa le couvre-chef et le rendit au roi avec une profonde déférence. Ultérieurement, des témoins n'ont pas manqué de souligner le caractère prémonitoire de la scène.

## Débat
En réponse au discours du trône, la Chambre des députés doit adopter une motion appelée « adresse ». Après les remontrances royales, les députés abordent donc la discussion du projet d'adresse élaboré par la commission nommée à cet effet, et qui est examiné les 15 et 16 mars. Le projet est une véritable motion de défiance à l'encontre du ministère :
« Sire, la Charte que nous devons à la sagesse de votre auguste prédécesseur, et dont Votre Majesté a la ferme volonté de consolider le bienfait, consacre comme un droit l'intervention du pays dans la délibération des intérêts publics. Cette intervention devait être, elle est, indirecte [...], mais elle est positive dans son résultat, car elle fait du concours permanent des vues politiques de votre gouvernement avec les vœux de votre peuple la condition indispensable de la marche régulière des affaires politiques. Sire, notre loyauté, notre dévouement nous condamnent à vous dire que ce concours n'existe pas. »
En droit, la Charte de 1814 a institué un régime représentatif mais n'a pas établi un régime parlementaire. Rien, dans la Charte, ne donne à la Chambre des députés de compétence pour interférer dans la formation du ministère, qui constitue une stricte prérogative royale. Rien n'indique non plus que le ministère doive disposer de la confiance de la Chambre. Certes, une collaboration entre le ministère et le Parlement est nécessaire pour légiférer, mais elle n'implique pas que le gouvernement soit l'émanation de la chambre basse.
Mais les théoriciens du libéralisme, en tête desquels Benjamin Constant, agitent la menace d'un refus de vote du budget, rendant illégale la levée des impôts. La Chambre pourrait ainsi, en empêchant le ministère de gouverner, l'acculer à la démission. Le général Sébastiani, député de l'Aisne et familier du Palais-Royal, tout en concédant que « la couronne a le droit de choisir librement ses ministres », développe à la Chambre une interprétation toute personnelle des institutions : « ce droit a ses limites, celles qui sont tracées par la raison et l'utilité publique [...] Les choix de la couronne doivent nécessairement tomber sur des hommes qui inspirent assez de confiance pour rallier autour de l'Administration l'appui des chambres. Ainsi déterminé, le cercle dans lequel doit se mouvoir la prérogative royale est assez étendu pour qu'elle ne soit jamais gênée dans ses mouvements. Lorsque les conseillers de la couronne ne jouissent pas de cette confiance nécessaire à l'action et à la force du gouvernement, leur devoir est de résigner leur charge. » On reconnaît là le système constitutionnel de la monarchie parlementaire anglaise vers la fin du XVIIIe siècle.

## Texte

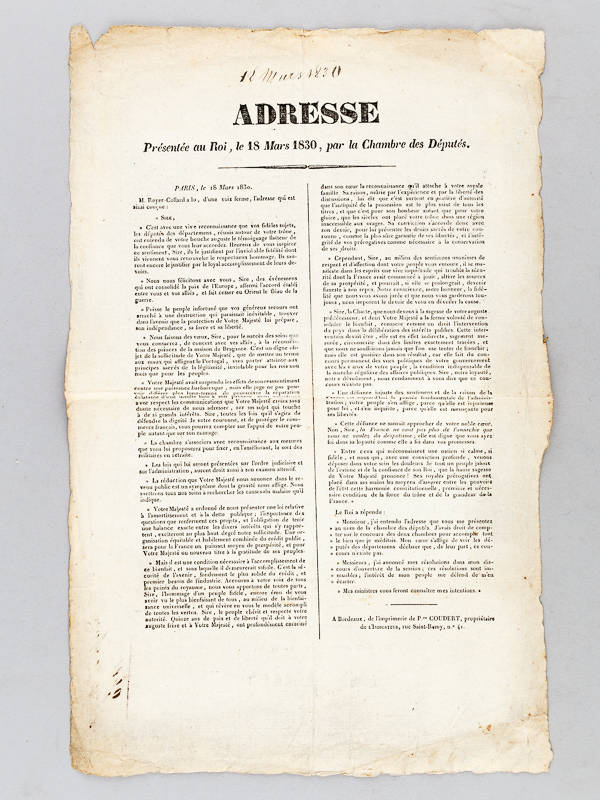
Adresse présentée au roi, le 18 mars 1830, par la Chambre des députés.

Le 16 mars, la Chambre des députés passe au vote sur le projet d'adresse : sur 402 votants, elle obtient 221 boules blanches (pour) contre 181 boules noires (contre). L'adresse est adoptée. Aussitôt, Alexandre Méchin, député libéral de l'Aisne, court porter la nouvelle au Palais-Royal, et le 18 mars en fin de matinée, Charles X reçoit au palais des Tuileries la délégation de la Chambre des députés, conduite par le président, Pierre-Paul Royer-Collard, qui lui lit l'adresse ainsi rédigée :
« Sire,
C’est avec une vive reconnaissance que vos fidèles sujets les députés des départements, réunis, autour de votre trône, ont entendu de votre bouche auguste le témoignage flatteur de la confiance que vous leur accordez. Heureux de vous inspirer ce sentiment, Sire, ils le justifient par l’inviolable fidélité dont ils viennent vous renouveler le respectueux hommage ; ils sauront le justifier encore par le loyal accomplissement de leurs devoirs. […]
Accourus à votre voix de tous les points de votre royaume, nous vous apportons de toutes parts, Sire, l’hommage d’un peuple fidèle, encore ému de vous avoir vu le plus bienfaisant de tous au milieu de la bienfaisance universelle, et qui révère en vous le modèle accompli des plus touchantes vertus. Sire, ce peuple chérit et respecte votre autorité ; quinze ans de paix et de liberté qu’il doit à votre auguste frère et à vous ont profondément enraciné dans son cœur la reconnaissance qui l’attache à votre royale famille ; sa raison mûrie par l’expérience et par la liberté des discussions, lui dit que c’est surtout en matière d’autorité que l’antiquité de la possession est le plus saint de tous les titres, et que c’est pour son bonheur autant que pour votre gloire que les siècles ont placé votre trône dans une région inaccessible aux orages. Sa conviction s’accorde donc avec son devoir pour lui présenter les droits sacrés de votre couronne comme la plus sûre garantie de ses libertés, et l’intégrité de vos prérogatives, comme nécessaires à la conservation de ses droits.
Cependant, Sire, au milieu des sentiments unanimes de respect et d'affection dont votre peuple vous entoure, il se manifeste dans les esprits une vive inquiétude qui trouble la sécurité dont la France avait commencé à jouir, altère les sources de sa prospérité, et pourrait, si elle se prolongeait, devenir funeste à son repos. Notre conscience, notre honneur, la fidélité que nous vous avons jurée, et que nous vous garderons toujours, nous imposent le devoir de vous en dévoiler la cause.
Sire, la Charte que nous devons à votre auguste prédécesseur, et dont Votre Majesté a la ferme résolution de consolider le bienfait, consacre, comme un droit, l'intervention du pays dans la délibération des intérêts publics. Cette intervention devait être, elle est en effet indirecte, largement mesurée, circonscrite dans des limites exactement tracées, et que nous ne souffrirons jamais que l'on ose tenter de franchir ; mais elle est positive dans son résultat, car elle fait du concours permanent des vues politiques de votre gouvernement avec les vœux de votre peuple la condition indispensable de la marche régulière des affaires publiques. Sire, notre loyauté, notre dévouement, nous condamnent à vous dire que ce concours n’existe pas. Une défiance injuste des sentiments et de la raison de la France est aujourd'hui la pensée fondamentale de l'administration ; votre peuple s'en afflige, parce qu'elle est injurieuse pour lui ; il s'en inquiète, parce qu'elle est menaçante pour ses libertés.
Cette défiance ne saurait approcher de votre noble cœur. Non, Sire la France ne veut pas plus de l’anarchie que vous ne voulez du despotisme ; elle est digne que vous ayez foi dans sa loyauté, comme elle a foi dans vos promesses.
Entre ceux qui méconnaissent une nation si calme, si fidèle, et nous qui, avec une conviction profonde, venons déposer dans votre sein les douleurs de tout un peuple jaloux de l'estime et de la confiance de son roi, que la haute sagesse de Votre Majesté prononce ! Ses royales prérogatives ont placé dans ses mains les moyens d'assurer entre les pouvoirs de l'État cette harmonie constitutionnelle, première et nécessaire condition de la force du trône et de la grandeur de la France. »
Charles X répondit :
« Monsieur, j’ai entendu l’adresse que vous me présentez au nom de la Chambre des députés. J’avais droit de compter sur le concours des deux chambres pour accomplir tout le bien que je méditais ; mon cœur s’afflige de voir les députés des départements déclarer que, de leur part, ce concours n’existe pas.
Messieurs, j’ai annoncé mes résolutions dans mon discours d’ouverture de la session. Ces résolutions sont immuables ; l’intérêt de mon peuple me défend de m’en écarter. Mes ministres vous feront connaître mes intentions. »

## Conséquences
Pour résoudre la crise, Charles X dissout l'assemblée le 16 mai 1830, comptant sur l'arbitrage du peuple pour reconstituer une majorité qui lui sera favorable. Mais à la surprise générale, les libéraux l'emportent aux élections du 23 juin et du 19 juillet. De surcroît, les libéraux se voient attribuer 274 sièges, soit 53 de plus qu'avant la dissolution. 

## Signataires
Parmi les 221 députés ayant voté le texte, on peut citer :
- François-Marie Agier
- Paul-Marie-Céleste d'Andigné de La Blanchaye
- Pierre-François Audry de Puyraveau
- Eusèbe Baconnière de Salverte
- Claude Bailliot
- Honoré-Charles Baston de La Riboisière
- Louis Bérard
- Charles Bérigny
- Louis François Bertin de Veaux
- Joseph Jacques Bertrand
- Julien Bessières
- Paul Jean Antoine Bosc
- Antoine Boula de Coulombiers
- Louis Bertrand Pierre Brun de Villeret
- Bernard Cabanon
- Louis-François-Denis Calmelet-Daen
- Louis-Auguste Camus de Richemont
- Louis de Cassaignoles
- Jean-Baptiste Caumartin
- Jean Guillaume Chabalier
- Bertrand Clauzel
- Charles-Louis Clément
- Jean Couderc
- Étienne Crignon-Bonvallet
- Augustin Crignon de Montigny
- Léon Crublier de Fougères
- Laurent Cunin-Gridaine
- Pierre Daunou
- Augustin Dauphin de Leyval
- Louis François Joseph Degouve de Nuncques
- Charles François Louis Delalot
- Prosper Delauney
- Augustin Devaux
- Eugène d'Harcourt
- Étienne-Gilbert de Drée
- Charles Jacques Nicolas Duchâtel
- Alexandre Dumeilet
- Pierre Sylvain Dumon
- Casimir Duffour-Dubessan
- Mathieu Dumas
- Charles Dupin
- Jacques Charles Dupont de l'Eure
- Jacques-François-Hippolyte Durand
- Jacques Durand-Fajon
- François Durand de Tichemont
- François Duris-Dufresne
- Félix Faure
- François Fleury
- Louis Jacques Fleury
- Charles-Louis-Marie-Albert-Furcy Fontaine
- Antoine-Xavier-Catherine de Froidefond de Bellisle
- Moyse-André Gallot
- Alexis Gellibert des Seguins
- Charles Antoine Génin
- Amédée Girod de l'Ain
- Théodule de Grammont
- Jean-Pierre Guilhem
- François Guizot
- Jean-Marie Harlé
- Abdon-Patrocle-Frédéric Hély d'Oissel
- Jacques Hennessy
- Jean His
- Georges Humann
- Arnould Humblot-Conté
- Jean-François Jacqueminot
- Antoine-Gabriel Jars
- Blaise de Jouvencel
- Guillaume-Xavier Labbey de Pompières
- Alexandre de Laborde
- Jean-Claude Lachèze
- Martin Laffitte
- Guillaume Joseph Nicolas de Lafon-Blaniac
- Jules Frédéric Auguste Amédée Laguette-Mornay
- Louis Marie de Lahaye de Cormenin
- Gabriel-Jacques Laisné de Villévêque
- Charles Laperrine d'Hautpoul
- Alexandre-François de La Rochefoucauld
- Frédéric Gaëtan de La Rochefoucauld-Liancourt
- Pierre Louis Antoine Laval
- Marie Charles Henri Philibert Le Carlier d'Ardon
- Jacques Édouard Leclerc
- Jacques Lefebvre
- Alexandre-Joseph Legendre
- Jean-Baptiste-Jacques Legrix de La Salle
- Augustin Lemercier
- Félix Le Peletier d'Aunay
- Adrien Le Vaillant de Bovent
- Joseph-Dominique Louis
- Eugène-Dominique Maille
- Félix Marchegay de Lousigny
- Philippe-Gabriel de Marmier
- Théodore Martell
- Louis Nicolas Martin
- François Mauguin
- Alexandre Méchin
- Jacques Mercier
- Jean-Baptiste Migeon
- François Félix Monjaret de Kerjégu
- Émile Oberkampf
- Antoine Odier
- Jacques D'Ounous d'Andurand
- Alexandre Pataille
- Guillaume Gabriel Pavée de Vendeuvre
- Augustin Perier, député de l'Isère
- Camille Joseph Perier, député de la Sarthe
- Casimir Perier, député de l'Aube
- Georges-Paul Petou
- Joseph de Podenas
- François Pougeard du Limbert
- François de Preissac
- Charles de Reinach
- François-Isidore de Ricard
- Claude-Louis Rodet
- Jacques Roman
- Basile Rouillé de Fontaine
- Xavier de Sade
- Auguste de Saint-Aignan
- Louis Rousseau de Saint-Aignan
- Emmanuel de Sainte-Hermine
- Florent Saglio
- Louis-Charles Sapey
- Auguste de Schonen
- Horace Sébastiani
- François Martin Valentin Simmer
- Pierre-Marie Taillepied de Bondy
- Alexandre Tardif
- Louis Jacques Thénard
- Auxonne Thiard de Bissy
- Joseph Antoine Thomas
- Pierre Sébastien Thouvenel
- Claude Tircuy de Corcelles
- Louis Tirlet
- Henri Simon Toupot de Bévaux
- Pierre Louis Tribert
- André Tronchon
- Jean-Frédéric de Turckheim
- Charles Ferdinand Vaulot
- Jean-Pons-Guillaume Viennet
- Ernest Maximilien Zorn de Bulach